# Киджи, Сиджисмондо
Сиджисмо́ндо Ки́джи Альбани делла Ровере, 4-й принц Фарнезе  (итал. Sigismondo Chigi Albani della Rovere, IV principe di Farnese; 15 марта 1736, Рим — 23 мая 1793, Падуя) — итальянский меценат, литератор, автор поэтических сатир. Тёзка итальянского кардинала Сиджисмондо Киджи (1649—1678).

## Биография
Сигизмондо был сыном Агостино Киджи делла Ровере, III принца Кампаньяно, и его жены Марии Джулии Альбани. В 1747 году поступил в колледж Толомеи в Сиене (collegio Tolomei di Siena), знаменитый «благородный семинарий» (seminarium nobilium), которым руководили иезуиты. В возрасте шестнадцати лет он продемонстрировал свою приверженность теологии и философии в небольших «эссе» (1752).
Вернувшись в Рим, он легко вошёл в круг интеллектуалов, литераторов и философов. Для Академии Аркадии (Accademia litteraria Arcadia), став членом которой он принял имя Астридио Дафнитико (Astridio Dafnitico), написал элегию на латыни, помещённую в томе «Arcadum carmina altera pars» (1756). В 1767 году Сиджисмондо женился на Марии Фламинии Одескальки (1750—1771), дочери дона Ливио II Одескальки из знатной семьи герцогов Браччано. После смерти отца 29 декабря 1769 года Сиджисмондо был назначен папой Климентом XIV, «хранителем конклава» (титул с 1712 года принадлежавший членам семьи Киджи) и Маршалом Священной Римской церкви (Maresciallo di Santa Romana Chiesa). В июне 1771 года его жена умерла при родах, оставив ему троих детей: Вирджинию, Элеонору и Агостино (гробница Фламинии находится в капелле Киджи церкви Санта-Мария-дель-Пополо).
Уединившись в Лукке, Сиджисмондо искал утешения в стихах: он написал «Наставление в стиле Горация» (Sermone all’Oraziana), сочинение, которое так и осталась неопубликованным. 22 сентября 1774 скончался папа Климент XIV и Киджи был вынужден вернуться в Рим, чтобы взять на себя опеку конклава.
По случаю этого особенно длительного конклава, в результате которого был избран Пий VI из семьи Браски, Сиджисмондо Киджи опубликовал сатирическую поэму «Конклав года MDCCLXXIV» (1774). Это произведение приписывали Метастазио, но знаменитый римский драматург одолжил лишь несколько своих стихов для яростной сатиры на фракции конклава, возглавляемых кардиналами де Бернисом и Альбани. Язвительное описание интриг членов конклава, их надежд и жалоб на то, что им приходится оставаться взаперти без удовольствий мирской жизни, вызвало скандал. Дело дошло до того, что «оперетта» («маленькое сочинение») была публично сожжена на Пьяцца Колонна 19 ноября 1774 года, но позднее появилось множество рукописных вариантов, а также подделок и переводов на многие языки. Сатирические стихи из этой «оперетты» распевали на улицах Рима.
В июле 1775 года Киджи снова отличился из-за пышного приёма, который он оказал австрийскому эрцгерцогу Максимилиану, приехавшему в Рим на Юбилейный год католической церкви. Киджи не только устроил большой танцевальный вечер в Палаццо Киджи, но и поручил архитектору Пьетро Кампорези устроить эффектный фейерверк, изображающий «Кузницу Вулкана», которая была подожжена вечером 27 июля в присутствии огромной аудитории. Великолепный приём имел политический резонанс и не понравился Курии, в том числе из-за гравюры Джузеппе Вази, запечатлевшей этой событие и размноженной большим тиражом.
В 1776 году Сиджисмондо женился вторым браком в Неаполе на Марии Джованне Медичи д’Отайано. Свадьба также отличалась великолепием: два роскошных экипажа, заказанных в Париже, фейерверки, перестройка парадных апартаментов Палаццо Киджи, выполненных архитекторами Феличе Джани и Либорио Коччетти. Брак не был счастливым: у новой жены не было детей, между супругами наступил разрыв, и после неудачных попыток примирения, в которых участвовали высокопоставленные прелаты и сам Пий VI, Мария Джованна Медичи в октябре 1777 года вернулась в Неаполь. Увлеченный археологией, Киджи организовал между 1777 и 1780 годами несколько раскопок в окрестностях Неаполя, которые оказались удачными и имели важное значение в истории античной археологии. В своем поместье Аричча он экспериментировал с сельскохозяйственными новинками, такими как плантация тутовых деревьев.
Киджи был человеком просвещённым, своенравным и свободолюбивым, влюблённым в поэзию и французскую культуру. Он изучал не только филологию и философию, но также экономическую и политическую реформу Папского государства. Поклонник живописи сиенской школы, Сиджисмондо Киджи планировал награвировать все картины сиенских художников, но лишь частично преуспел в своем замысле. Он заказал копию картины Корреджо «Мадонны делла Скала» (Мадонна у лестницы) у художника Джузеппе Локателли и портрет Метастазио, написанный в Вене, который затем подарил Академии Аркадии.
В библиотеке Ватикана есть несколько рукописей, которые семейный библиотекарь Джузеппе Барончи в переписи 1929 года приписал Сиджисмондо Киджи: незаконченная трагедия, некоторые поэтические произведения и исторические заметки. В 1781 году Киджи анонимно опубликовал в Париже трактат «Естественная и политическая экономия» (Economia Naturale e Politica), который считается его наиболее значительным научным трудом. В 1783 году в Парме был опубликован второй том работы. В этом трактате в форме дидактической поэмы, в отличие от римских поэтов Нового времени, почти забывших классику, Киджи подражает, иногда открыто, Гомеру и Гесиоду, Вергилию и Горацию. В поэме Киджи, следуя актуальным идеям эпохи Просвещения, критикует устройство общества и государства, привилегии Римской церкви. Киджи активно участвовал в «дебатах об экономическом реформизме, демонстрируя уверенность в прогрессе общества и давая многочисленные советы государям, как сделать себя любимыми своими подданными и добиться от них уважения к законам».
В Риме Сиджисмондо Киджи зарекомендовал себя «любителем муз и добрых искусств». Метастазио был его постоянным корреспондентом. Теоретик искусства неоклассицизма Франческо Милициа посвятил ему своё главное сочинение «Принципы гражданской архитектуры» (1781), литератор М. Чезаротти выражал ему признательность. Выдающийся поэт и драматург, «отец итальянской трагедии» В. Альфьери «сидел за его столом», его друзьями были писатель и художник Гульельмо Делла Валле, и другие писатели, такие как Диониджи Строкки. 20 апреля 1770 года в Палаццо Киджи на Пьяцца Колонна, в так называемом Sala d’oro, в присутствии принца Чарльза Эдуарда Стюарта, претендента на английский престол, выступал Моцарт.
Киджи оказался прекрасным покровителем, защищавшим от нападок своего секретаря и библиотекаря Э. К. Висконти, а в 1783 году помог поэту Винченцо Монти, который в то время находился в затруднительном материальном положении.
В период, предшествующий Французской революции, Киджи исповедовал идеи, близкие к идеям французских энциклопедистов, он занял критическую позицию по отношению к папскому правительству. Отношения, которые у него были с масонскими кругами и, возможно, также с Оттавио Каппелло, пропагандистом в Риме авиньонской секты «иллюминатов», хорошо отражают неудовлетворенность римской знати духовной атмосферой в Италии во второй половине XVIII века.
В 1790 году папское правительство, обеспокоенное французскими событиями и с подозрением относящееся к любой новой идее, распространяющейся в Риме, без колебаний официально осудило многих известных лиц, считавшихся опасными, включая Калиостро, который пытался основать масонскую ложу в Риме. Сиджисмондо Киджи из-за его жестоких сатир, проповедей Просвещения и критику экономической политики правительства также стал нежелательным для римской курии.
1 сентября 1790 года Сиджисмондо покинул Рим, дабы упредить неизбежный суд. Однако 25 февраля 1791 года Киджи заочно был приговорен к «вечному освобождению» от всех должностей и титула Маршала Священной Римской церкви. Он скончался в Падуе 23 мая 1793 года.